# Jansen (Nebraska)
Pour les articles homonymes, voir Jansen.
Jansen est un village du comté de Jefferson, dans l'État du Nebraska, aux États-Unis. En 2020, il comptait une population de 100 habitants.